# Cuirassat Fusō
El Fusō (japonès:扶桑, nom clàssic del Japó) va ser el vaixell principal dels dos cuirassats dreadnought de classe Fusō construïts per a la Marina Imperial Japonesa. Avarat el 1914 i assignat el 1915, va patrullar inicialment davant de la costa de la Xina, sense participar en la Primera Guerra Mundial. El 1923, va ajudar els supervivents del gran terratrèmol de Kantō.
El Fusō es va modernitzar entre 1930 i 1935 i de nou entre 1937 i 1941, amb millores al seu blindatge i maquinària de propulsió i una superestructura reconstruïda a l' estil de pal de pagoda. Amb només canons de 14 polzades (356 mm), va ser superat per altres cuirassats japonesos a l'inici de la Segona Guerra Mundial, i va exercir papers auxiliars durant la major part de la guerra.
El Fusō va formar part de la Força del Sud del vicealmirall Shōji Nishimura a la batalla del golf de Leyte. Va ser enfonsat a les primeres hores del 25 d'octubre de 1944 per torpedes i trets navals durant la batalla de l'estret de Surigao. Alguns informes afirmaven que el Fusō es va trencar per la meitat, i que les dues meitats van romandre a flotació i cremant durant una hora; segons els relats dels supervivents, però, el vaixell es va enfonsar després de 40 minuts d'inundació i es va incendiar quan els seus búnquers de combustible es van vessar oberts. De les poques dotzenes de tripulants que van escapar, només 10 van sobreviure per tornar al Japó.

## Descripció

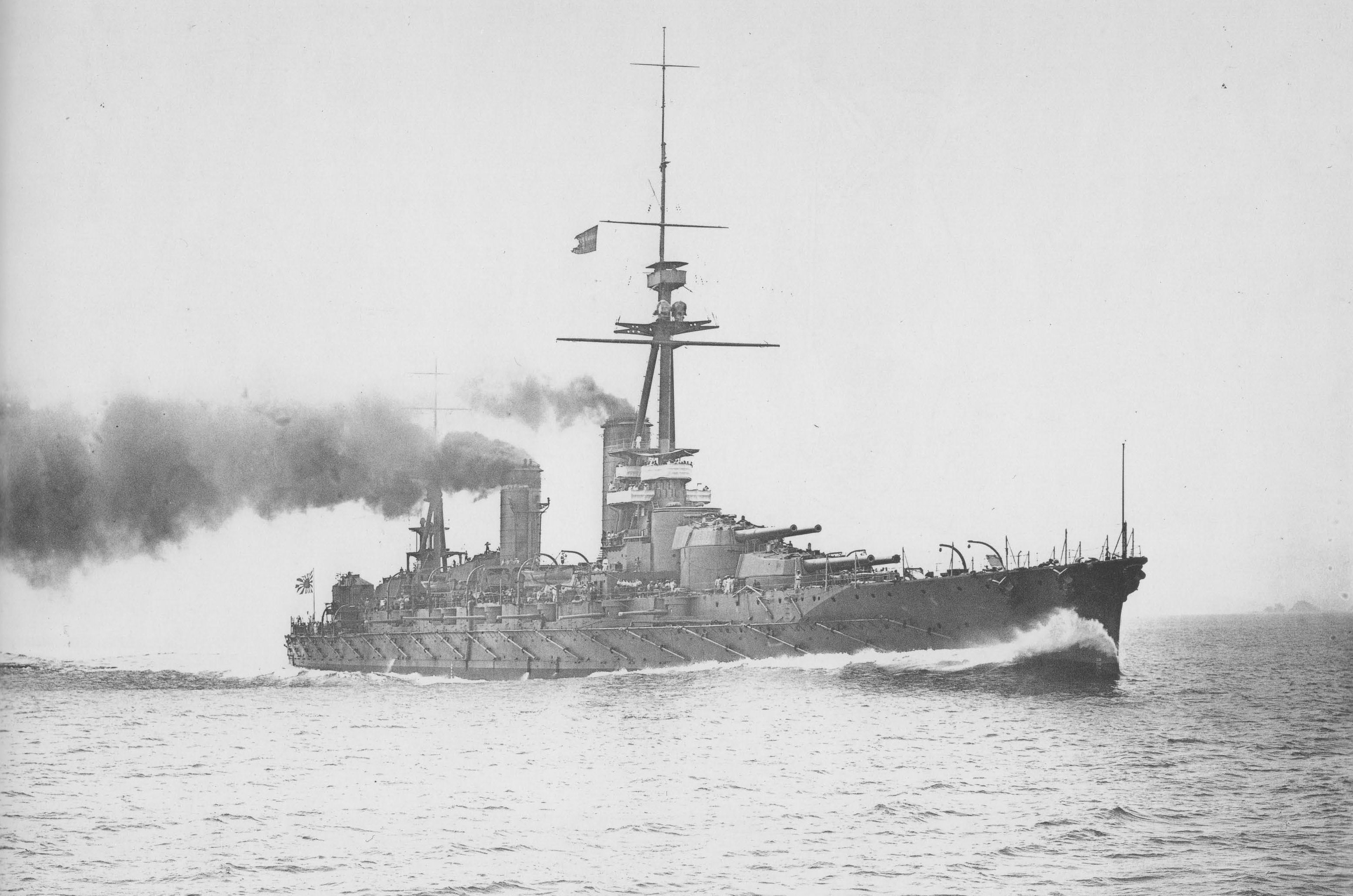
El Fusō en les seves proves de mar, 24 d'agost de 1915

El vaixell tenia una eslora de 192,1 metres (630 peus 3 polzades) entre perpendiculars i 202,7 metres (665 peus) en total. Tenia una mànega de 28,7 metres (94 peus 2 polzades) i un calat de 8,7 metres (29 peus). El  el Fusō desplaçava 29.326 tones llargues (29.797  t) amb càrrega estàndard i 35.900 tones llargues (36.476 t) a plena càrrega. La seva tripulació estava formada per 1.198 oficials i marineriAl 1915 i 1.396 el 1935. Durant la Segona Guerra Mundial, la tripulació probablement va arribar a ser d'uns 1.800 a 1.900 homes.
Durant la primera modernització del vaixell durant el període 1930-1933, la seva superestructura davantera es va ampliar amb múltiples plataformes afegides al seu trípode. La seva superestructura posterior es va reconstruir per acomodar suports per a canons antiaeris (AA) de 127 mil·límetres (5 polzades) i directors de control de foc addicionals. Al Fusō també se li van donar protuberàncies de torpedes per millorar la seva protecció submarina i per compensar el pes del blindatge i l'equip addicionals. Durant la segona fase de la seva primera reconstrucció el 1934-1935, la protuberància del torpede del Fusō es va ampliar i la seva popa es va allargar 7,62 metres (25,0 peus). Aquests canvis van augmentar la seva longitud total a 212,75 m (698,0 peus), la seva biga a 33,1 m (108 peus 7 polzades) i el seu calat a 9,69 metres (31 peus 9 polzades). El seu desplaçament va augmentar prop de 4.000 tones llargues (4.100 t) fins a 39.154 tones llargues (39.782 t) a càrrega profunda.

### Propulsió
El vaixell tenia dos jocs de turbines de vapor d'accionament directe Brown-Curtis, cadascuna de les quals accionava dos eixos d'hèlix. Les turbines van ser dissenyades per produir un total de 40.000 cavalls de vapor (30.000 kW), utilitzant vapor proporcionat per 24 calderes de tub d'aigua tipus Miyahara , cadascuna de les quals consumia una barreja de carbó i petroli. el Fusō tenia una capacitat d'estiba de 4.000 tones llargues (4.064 t) de carbó i 1.000 tones llargues (1.016 t) de fuel oil, que li donava una autonomia de 8.000 milles nàutiques (15.000 km; 9.200 milles) a una velocitat de 14 nusos (26 km/h; 16 mph). El vaixell va superar la seva velocitat de disseny de 22,5 nusos (41,7 km/h; 25,9 mph) durant les seves proves de mar, arribant als 23 nusos (43 km/h; 26 mph) a 46.500 shp (34.700 kW).
Durant la seva primera modernització, les calderes Miyahara van ser substituïdes per sis noves calderes de petroli Kampon instal·lades a l'antiga sala de calderes de popa, i es va eliminar l'embut de proa. Les turbines Brown-Curtis van ser substituïdes per quatre turbines Kanpon amb engranatges amb una potència dissenyada de 75.000 shp (56.000 kW). Durant les seves proves de 1933, el Fusō va assolir una velocitat màxima de 24,7 nusos (45,7 km/h; 28,4 mph) des de 76.889 shp (57.336 kW). L'emmagatzematge de combustible del vaixell es va augmentar fins a un total de 5.100 tones llargues (5.182 t) de fueloil que li va donar una autonomia de 11.800 milles nàutiques (21.900 km; 13.600 milles) a una velocitat de 16 nusos (30 km/h; 18 mph) .

### Armament

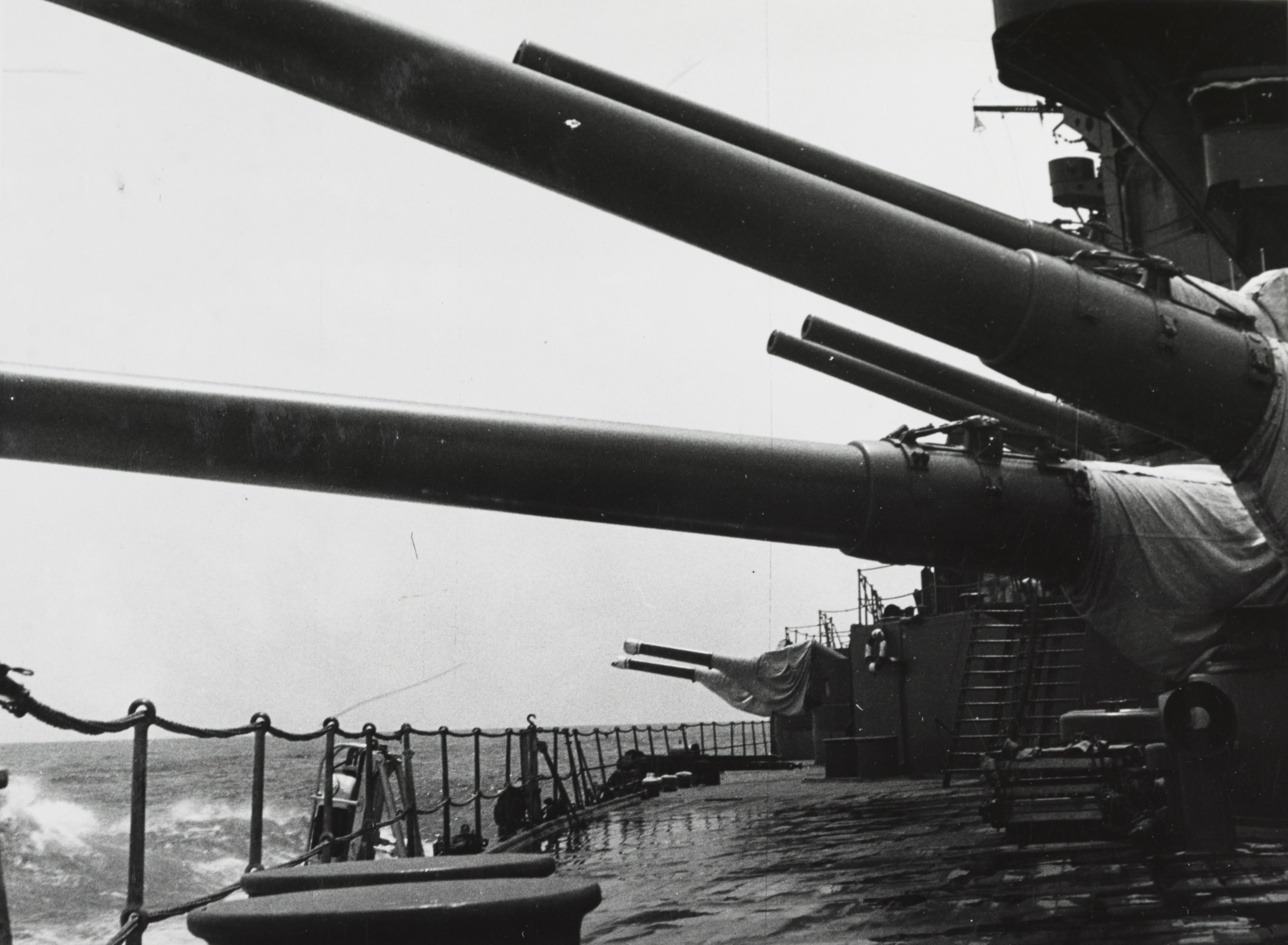
Vista posterior de la bateria principal i secundària del Fusō

Els dotze canons de 14 polzades de calibre 45 del Fusō es van muntar en sis torretes de dos canons, numerades d'un a sis de davant a darrere, cadascuna amb un rang d'elevació de -5 a +30 graus. Les torretes estaven disposades en un estil poc comú 2-1-1-2 amb parells de torretes superfoc a proa i a popa; les torretes del mig no eren superfoc, i tenien un embut entre elles. Els canons principals i les seves torretes van ser modernitzats durant la reconstrucció del vaixell el 1930; l'elevació dels canons principals es va augmentar a +43 graus, augmentant el seu rang màxim de 27.800 a 35.450 iardes (25.420 a 32.420 m). Inicialment, els canons podien disparar a una velocitat d'1,5 projectils per minut, i això també es va millorar durant la seva primera modernització. L'orientació de la Torreta núm. 3 es va invertir durant la modernització; ara mirava cap endavant.
Originalment, el Fusō estava equipat amb un armament secundari de setze canons de calibre 50 de sis polzades tipus 41è any muntats en casemates als costats superiors del casc. L'arma tenia un abast màxim de 22.970 iardes (21.000 m) i disparava a una velocitat de fins a sis trets per minut. Va ser equipat amb cinc canons antiaeris de calibre 40 de tres polzades (76 mm) el 1918. Els canons d'angle alt estaven en muntatges individuals a banda i banda de la superestructura davantera i ambdós costats del segon embut, així com a babord de la superestructura de popa. Aquests canons tenien una elevació màxima de +75 graus, i podien disparar un obús de 5,99 quilos (13,2 lliures) a una velocitat de 13 a 20 tirs per minut fins a una alçada màxima de 7.200 metres (23.600 peus) . El vaixell també estava equipat amb sis tubs de torpedes submergits de 533 mil·límetres (21,0 polzades), tres a cada banda.
Durant la primera fase de la modernització del Fusō a principis de la dècada de 1930, es van retirar els cinc canons de tres polzades i es van substituir per vuit canons de doble propòsit de 127 mil·límetres de calibre 40, instal·lats a banda i banda de les superestructures de proa i popa en quatre suports bessons per a canons. Quan disparaven contra objectius de superfície, els canons tenien un abast de 14.700 metres (16.100 iardes); tenien un sostre màxim de 9.440 metres (30.970 peus) a la seva elevació màxima de +90 graus. La seva velocitat màxima de foc era de 14 tirs per minut, però la seva velocitat de foc sostinguda era d'uns vuit tirs per minut. En aquest moment, el vaixell també estava dotat de quatre muntatges quàdruples per a les metralladores tipus 93 de 13,2 mm construïdes amb llicència, dues al pal de la pagoda i una a cada costat de l'embut. L'abast màxim d'aquests canons era de 6.500 metres (7.100 iardes), però el rang efectiu contra els avions era només de 1.000 metres (1.100 iardes). La velocitat cíclica era ajustable entre 425 i 475 rondes per minut, però la necessitat de canviar els carregadors ]de 30 rondes va reduir la velocitat efectiva a 250 rondes per minut.
Les millores realitzades durant la primera reconstrucció van augmentar l'esborrany del Fusō en 1 m, empacant els dos canons de sis polzades més importants, de manera que van ser eliminat durant la primera fase de la segona modernització del vaixell el 1937 i el 1938. Durant aquesta mateixa fase, les metralladores Tipus 93 de 13,2 mil·límetres (0,52 polzades) van ser substituïdes per vuit canons antiaèris lleugers tipus 96 de 25 mm en muntatges de dos canons. Quatre d'aquests suports es van col·locar a la superestructura davantera, un a cada costat de l'embut i dos a la superestructura posterior. Aquest va ser el canó antiaeri lleuger japonès estàndard durant la Segona Guerra Mundial, però va patir greus deficiències de disseny que el van convertir en una arma en gran part ineficaç. Segons l'historiador Mark Stille, les muntures bessones i triples "no tenien prou velocitat en tren o elevació; les mirades de l'arma no podien manejar objectius ràpids; l'arma presentava una vibració excessiva; el carregador era massa petit i, finalment, l'arma produïa massa explosió de morrió". La configuració dels canons antiaeris va variar significativament; el juliol de 1943, es van afegir 17 muntures simples i dues muntures dobles per a un total de 37. El juliol de 1944, el vaixell va ser equipat amb canons antiaeris addicionals: 23 muntures simples, sis dobles i vuit triples, per un total de 95 en la seva configuració final. Aquests canons de 25 mil·límetres (0,98 polzades) tenien un abast efectiu d'1.500–3.000 metres (1.600–3.300 iardes) i un sostre efectiu de 5.500 metres (18.000 peus) a una altitud de +85 graus. La velocitat màxima efectiva de tir només era d'entre 110 i 120 cartutxos per minut a causa de la necessitat freqüent de canviar els carregadors de quinze càrregues.

### Avions
El Fusō va ser equipat breument amb una plataforma de vol d'avió a la torreta núm. 2 el 1924. Durant la primera fase de la seva primera modernització, es va instal·lar una catapulta al sostre de la torreta núm. 3 i el vaixell estava equipat per operar tres hidroavions, encara que no es va proporcionar cap hangar. Els biplans Nakajima E4N2 inicials van ser substituïts pels biplans Nakajima E8N2 el 1938. La capacitat del Fusō per operar el seu avió es va millorar molt durant la segona fase de la seva segona modernització el 1940–41, quan l'equip de manipulació de l'avió es va traslladar a popa i es va instal·lar una nova catapulta. Els biplans Mitsubishi F1M van substituir els E8N a partir de 1942.

### Control de foc i sensors
Quan va completat el 1915, el Fusō tenia dos telèmetres de 3,5 metres (11 peus 6 polzades) i dos d'1,5 metres (4 peus 11 polzades) a la seva superestructura davantera, un telèmetre de 4,5 metres (14 peus 9 polzades) al sostre de la torreta. Telèmetres núm. 2 i de 4,5 metres a les torretes 3, 4 i 5. Al final L'any 1917 es va instal·lar un director de control de foc en una plataforma del trinquet. Els telèmetres de 4,5 metres van ser substituïts per instruments de 8 metres (26 peus 3 polzades) el 1923. Durant la primera modernització del vaixell, es van afegir quatre directors per als canons antiaeris de 12,7 mm, un a cada costat de les superestructures de proa i de popa, i es va instal·lar un telèmetre de vuit metres a la part superior del pal de la pagoda. Aquest va ser substituït per un telèmetre de 10 metres (32 peus 10 polzades) durant l'any 1938. En aquest mateix temps, els dos telèmetres de 3,5 metres de la superestructura davantera van ser substituïts per directors per als canons antiaeris de 25 mm. Es van instal·lar directors addicionals de 25 mm a les plataformes a cada costat de l'embut.
Mentre estava en dic sec el juliol de 1943, el radar de recerca aèria tipus 21 es va instal·lar al sostre del telèmetre de 10 metres a la part superior del pal de la pagoda. L'agost de 1944, es van instal·lar dues unitats de radar de recerca de superfície tipus 22 al pal de la pagoda i es van instal·lar dues unitats de radar d'alerta primerenca tipus 13 a l'embut. el Fusō va ser l'únic cuirassat japonès que va muntar radar al seu embut.

## Construcció i servei

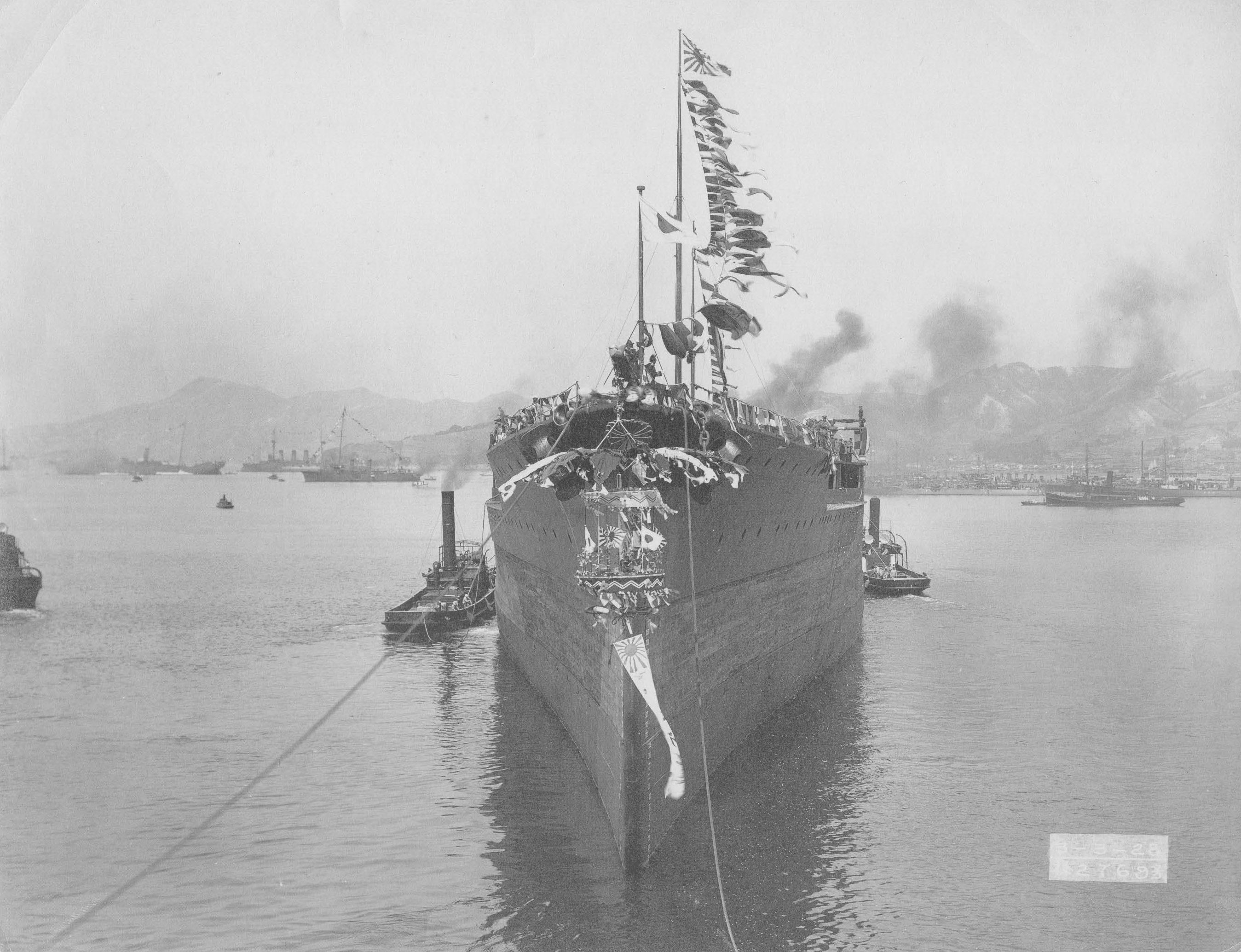
Llançament del Fusō, 28 de març de 1914

Donat un nom clàssic per al Japó, al Fusō se li va col·locar la quilla a l'Arsenal Naval de Kure l'11 de març de 1912 i avarat el 28 de març de 1914. Va ser assignat el 8 de novembre de 1915 i destinat a la 1a Divisió, de la 1a Flota de la Marina Imperial Japonesa el 13 de desembre  sota el comandament del capità Kōzō Satō. El vaixell no va participar en cap combat durant la Primera Guerra Mundial, ja que ja no hi havia forces de les potències centrals a Àsia quan es va completar; va patrullar a la costa de la Xina durant aquest temps. El vaixell va servir com a vaixell insígnia de la 1a Divisió durant els anys 1917 i 1918. Durant el període de reserva del vaixell el 1918, es van instal·lar cinc canons antiaeris de 76,2 mm. Va ajudar els supervivents del gran terratrèmol de Kantō entre el 9 i el 22 de setembre de 1923. El capità Mitsumasa Yonai va assumir el comandament l'1 de juliol de 1924 i va ser rellevat l'1 de novembre pel capità Sankichi Takahashi. A la dècada de 1920, el Fusō va dur a terme entrenaments a la costa de la Xina i sovint es va posar en reserva.

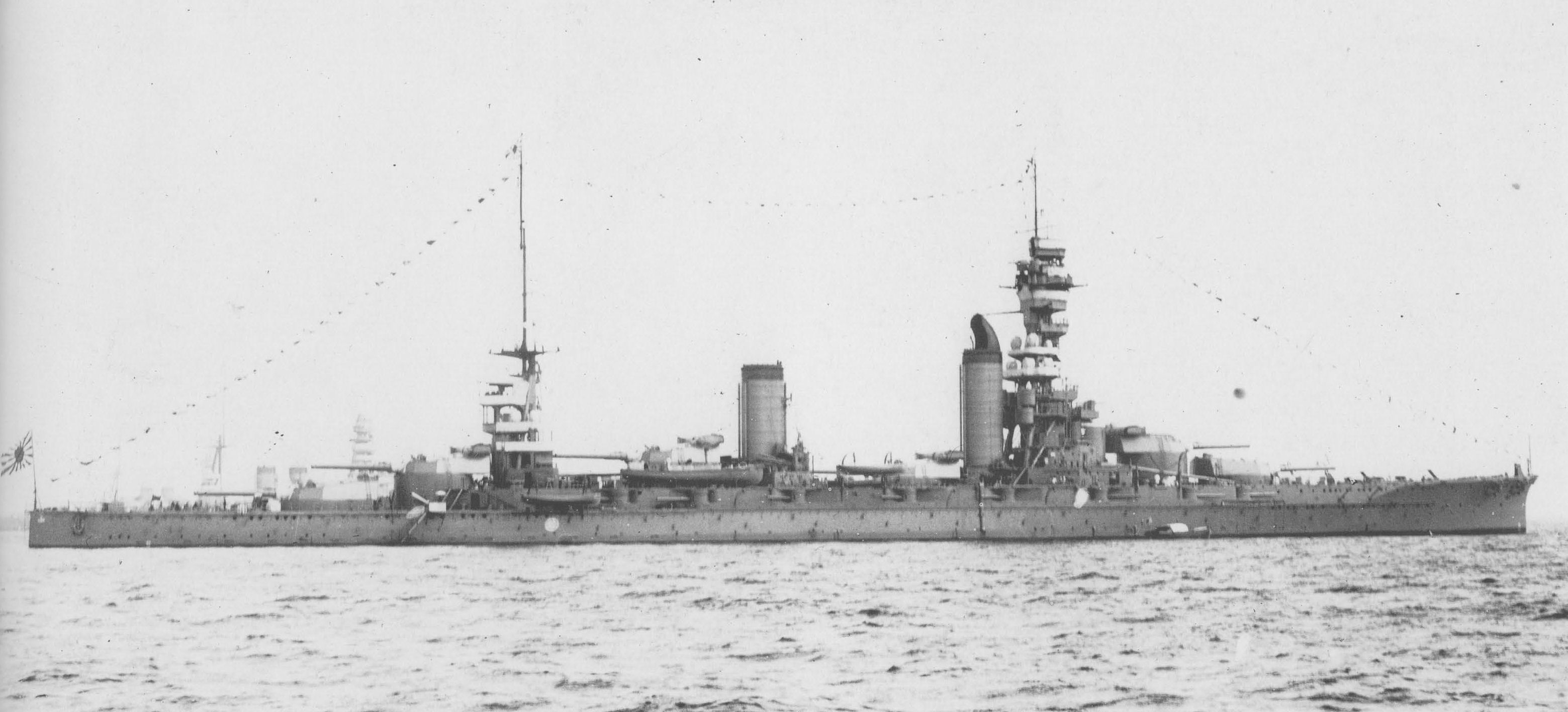
El Fusō fondejat a Yokohama, 3 de febrer de 1928

La primera fase de la primera modernització del vaixell va començar el 12 d'abril de 1930 a l'Arsenal Naval de Yokosuka; es va substituir la maquinària, es va reforçar el blindatge i es van instal·lar protuberàncies de torpedes. El Fusō va arribar el 26 de setembre de 1932 a l'Arsenal Naval de Kure, on es va millorar el seu armament i es van retirar els seus tubs de torpedes. Les seves proves de mar van començar el 12 de maig de 1933, i la segona fase de la seva modernització va començar menys d'un any després. La popa del vaixell es va allargar i el treball es va completar el març de 1935. El capità Jinichi Kusaka va ser assignat al comandament des de novembre de 1935 fins a desembre de 1936. Després d'un ús esporàdic per a l'entrenament durant els dos anys següents, el Fusō va ser assignat com a vaixell d'entrenament. el 1936 i el 1937.
El Fusō va començar la primera fase de la seva segona modernització el 26 de febrer de 1937, i el capità Hiroaki Abe va assumir el comandament l'1 de desembre. Va ser rellevat pel capità Ruitaro Fujita l'1 d'abril de 1938, l'endemà que s'hagués completat aquesta fase de la seva modernització. El vaixell va tornar a ser assignat a la 1a Divisió de la 1a Flota el 15 de novembre. Va operar breument a les aigües xineses a principis de 1939 abans que comencés la segona fase de la seva segona modernització el 12 de desembre de 1940. Això es va completar el 10 d'abril de 1941 i el Fusō va ser assignat a la 2a Divisió de la 1a Flota. El capità Mitsuo Kinoshita va assumir el comandament el 15 de setembre, quan la divisió estava formada pels dos cuirassats de la classe Fusō i els dos cuirassats de la classe Ise.

### Segona Guerra Mundial

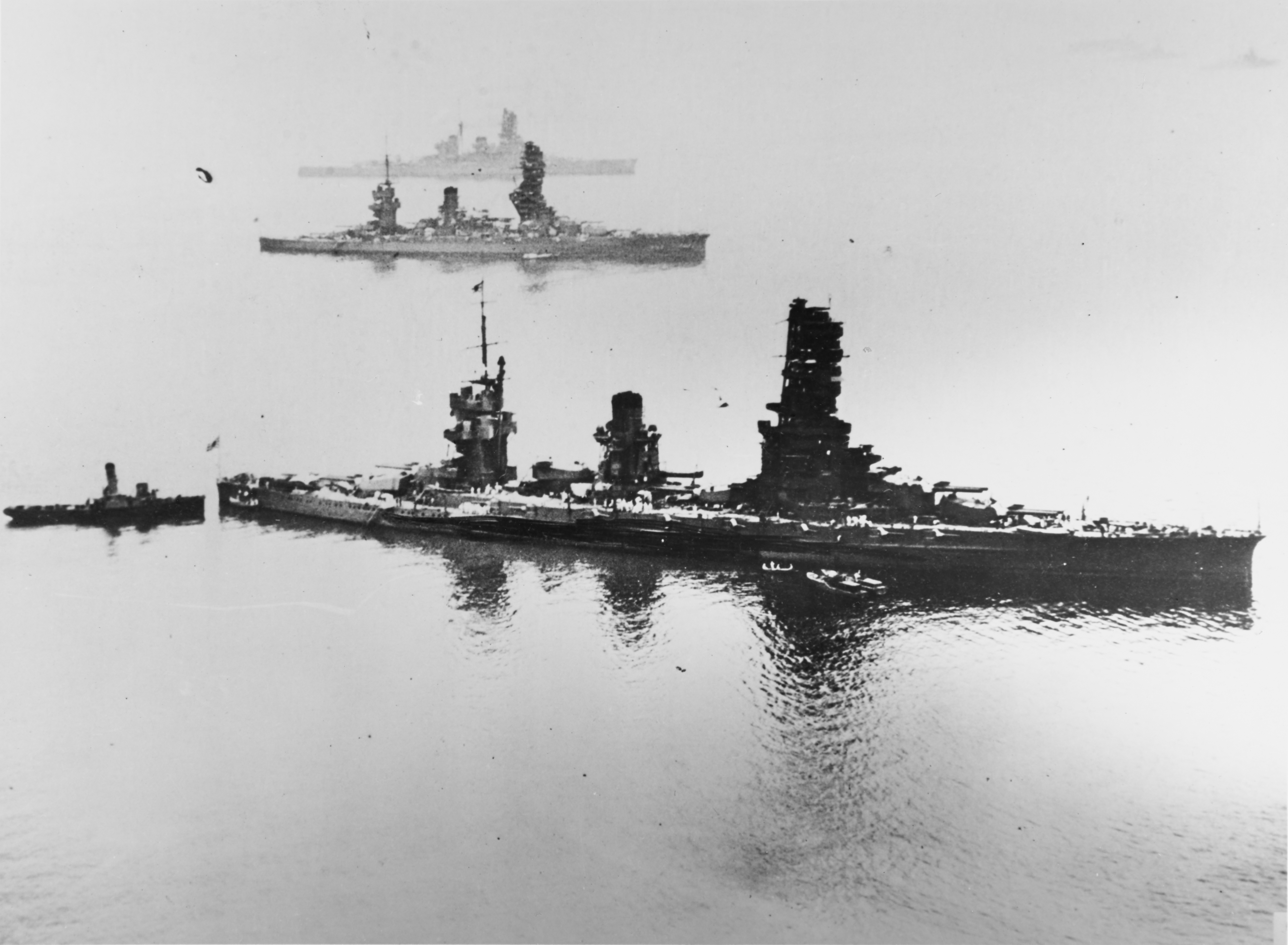
El Fusō (mig), amb el Yamashiro (en primer pla) i Haruna (més llunyà), a la badia de Tòquio, dècada de 1930

El 10 d'abril de 1941, el Fusō va ser assignat a la 2a Divisió de la 1a Flota. Quan va començar la guerra pel Japó el 8 de desembre, la divisió, reforçada pels cuirassats Nagato i Mutsu i el portaavions lleuger Hōshō, va salpar de Hashirajima a les illes Bonin com a suport llunyà per a la  1a Flota Aèria que atacava Pearl Harbor, i va tornar sis dies després. El 21 de febrer de 1942, el vaixell va tornar a la drassana de Kure per reemplaçar els seus canons, i va sortir el 25 de febrer. Juntament amb la resta de la 2a Divisió de Cuirassats, va perseguir però no va capturar la força de transport americana que havia llançat l'atac de Doolittle el 18 d'abril de 1942.
El Fusō i la resta de la 2a Divisió de Cuirassats van salpar el 28 de maig de 1942 amb el Grup de Suport Aleutià al mateix temps que la major part de la Flota Imperial va començar un atac a lilla Midway (Operació MI). Comandada pel vicealmirall Shirō Takasu, la divisió estava formada pels quatre cuirassats més antics del Japó, inclòs el Fusō , acompanyats per dos creuers lleugers, 12 destructors i dos petroliers. Els registres oficials no mostren la divisió com a part de l'operació Midway més gran, coneguda com a Operació AL; havien d'acompanyar la flota a les ordres de l'almirall Isoroku Yamamoto, però només havien de donar suport a la força de treball aleutiana si calia.
El 14 de juny, el Fusō va tornar a Yokosuka i va tornar a Hashirajima el 24 de juny. En un esforç per reemplaçar els portaavions perduts a la batalla de Midway, l'armada va fer plans per convertir els dos vaixells de la classe el Fusō en portaavions híbrids, però es van triar els dos cuirassats de la classe Ise. El vaixell va ser assignat a l'Acadèmia Naval Imperial Japonesa a Etajima, Hiroshima, per utilitzar-lo com a vaixell d'entrenament entre el 15 de novembre de 1942 i el 15 de gener de 1943. El capità Keizō Komura va assumir el comandament el 5 de desembre, i va ser rellevat pel capità Nobumichi Tsuruoka l'1 de juny de l'any següent. Set dies després, el Fusō va rescatar 353 supervivents de Mutsu quan aquest vaixell va explotar a Hashirajima.
Entre el 18 i el 24 de juliol de 1943, el vaixell va estar al dic sec de Kure per instal·lar radars i canons antiaeria addicionals de 25 mm. El Fusō va navegar des del mar Interior el 18 d'agost cap a la base naval de Truk, portant subministraments, i va arribar cinc dies després. Els japonesos havien interceptat el trànsit de ràdio nord-americà que suggeria un atac a l'illa Wake, i el 17 d'octubre, el Fusō i la major part de la 1a Flota van navegar cap a Eniwetok per estar en condicions d'interceptar qualsevol atac d'aquest tipus. La flota va arribar el dia 19, va partir quatre dies després i va tornar a Truk el 26 d'octubre.

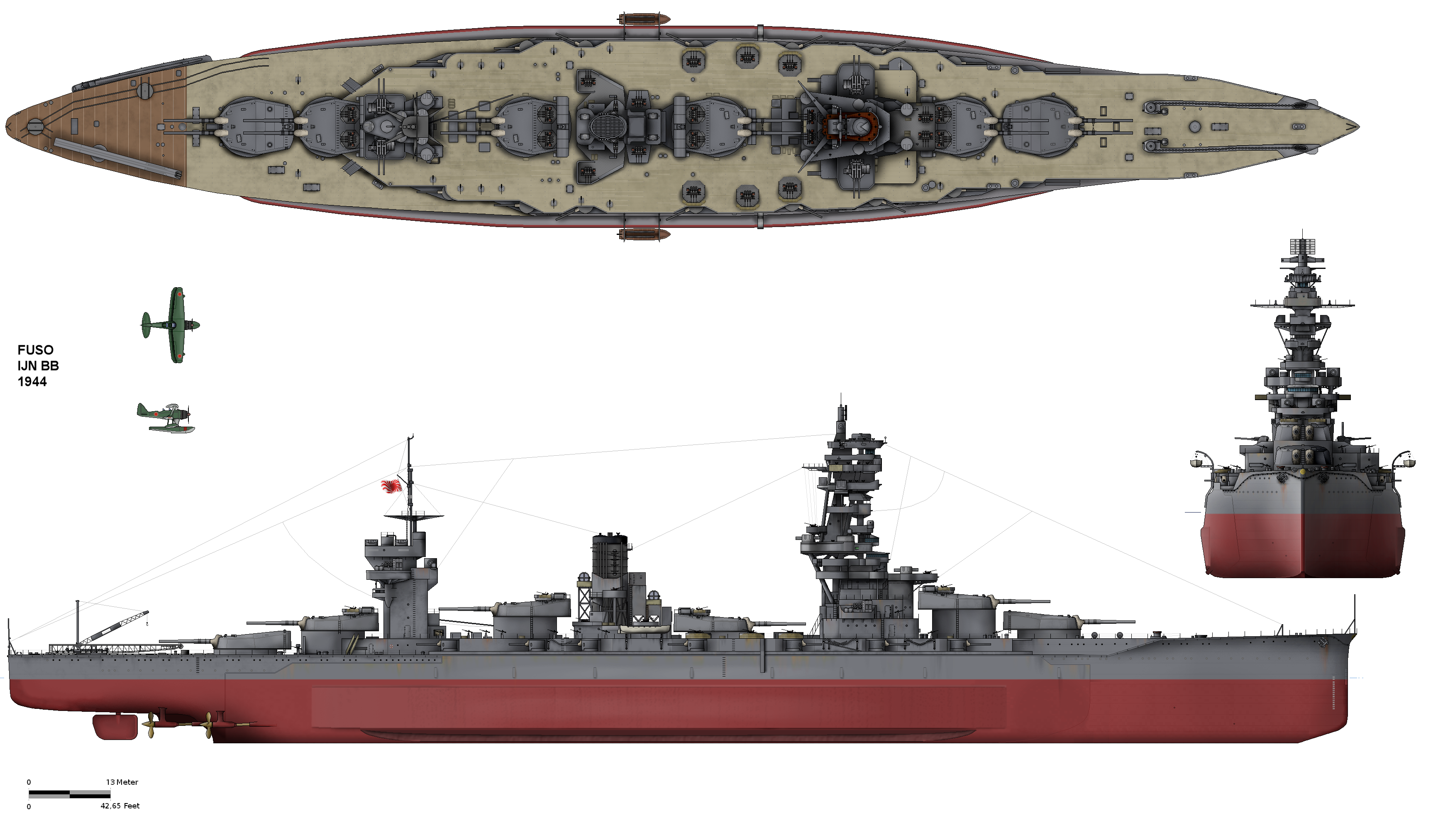
Dibuix lineal del Fusō tal com era l'octubre de 1944

L'1 de febrer de 1944, el Fusō va sortir de Truk amb el Nagato per evitar un atac aeri nord-americà i va arribar a Palau el 4 de febrer. Van marxar el 16 de febrer per escapar d'un altre atac aeri. Els vaixells van arribar el 21 de febrer a l'illa Lingga, i el Fusō va ser emprat allà com a vaixell escola. Una setmana més tard, el capità Masami Ban va rellevar en Tsuruoka. El vaixell va ser reequipat a Singapur entre el 13 i el 27 d'abril i va tornar a Lingga. Va ser transferida a Tawi-Tawi l'11 de maig i va proporcionar cobertura al comboi que no va poder reforçar l'illa de Biak a finals de mes. El Fusō es va traslladar a l'illa de Tarakan davant de Borneo per repostar combustible a principis de juliol abans de tornar al Japó i escapar d'un atac del submarí Pomfret. A principis d'agost a Kure, es va equipar amb radars addicionals i canons antiaeris lleugers. El Fusō i el seu vaixell germà van ser transferits a la Divisió 2 de la 2a Flota el 10 de setembre, i el Fusō es va convertir en el vaixell insígnia de la divisió sota el comandament del vicealmirall Shōji Nishimura el 23 de setembre. Van sortir de Kure el 23 de setembre cap a Lingga, escapant d'un atac del submarí Plaice l'endemà, i van arribar el 4 d'octubre, on Nishimura va traslladar la seva bandera a Yamashiro . Aleshores, els vaixells es van traslladar a Brunei per repostar en preparació de l'operació Shō-Gō , l'intent de destruir la flota nord-americana que portava a terme la invasió de Leyte.

#### Batalla de l'estret de Surigao

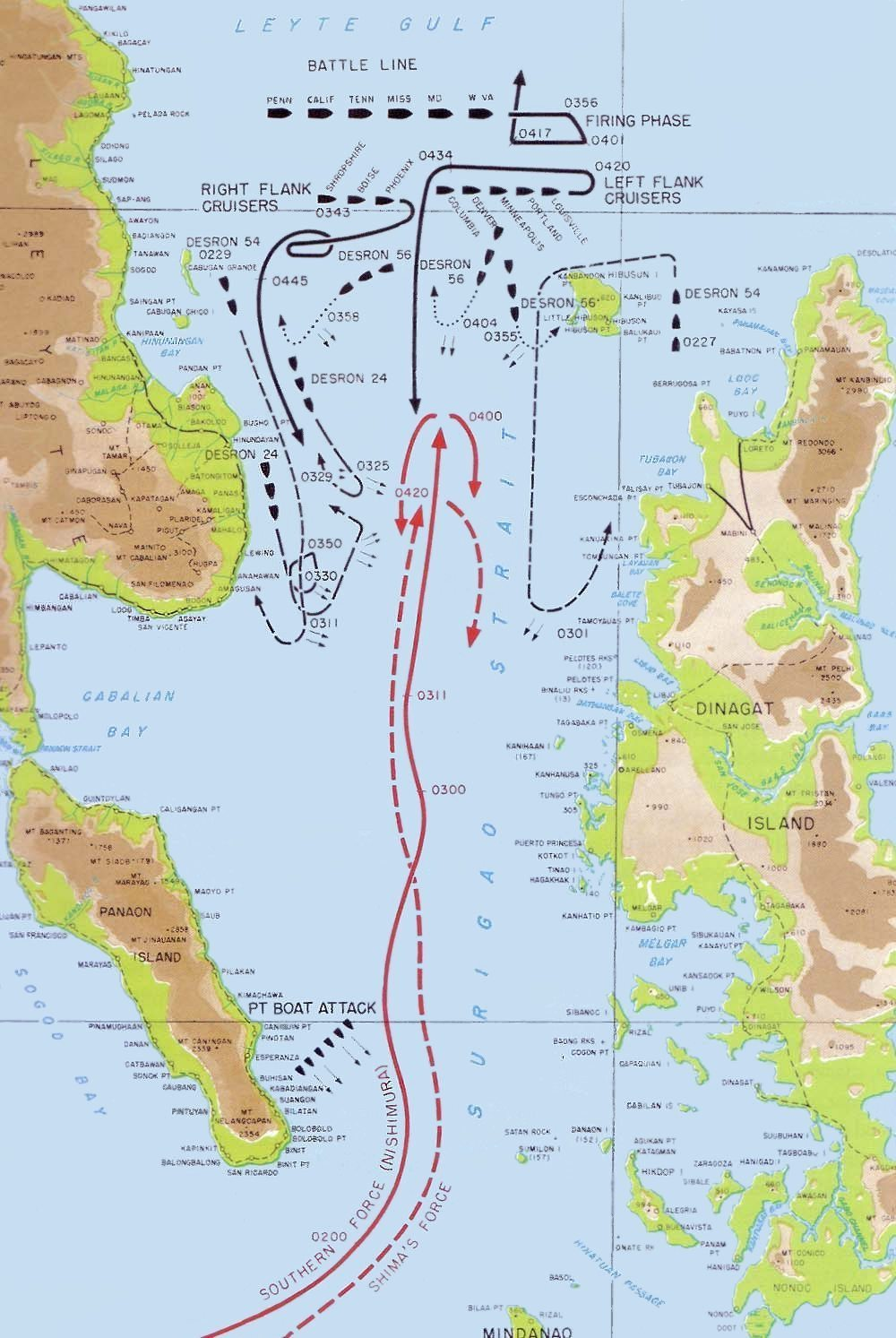
La batalla de l'estret de Surigao

Comandat pel contraalmirall Masami Ban, el Fusō va salpar de Brunei a les 15:30 del 22 d'octubre de 1944 com a part de la Força del Sud de Nishimura, dirigint-se cap a l'est cap al mar de Sulu i després al nord-est cap al mar de Mindanao. Amb la intenció d'unir-se a la força del vicealmirall Takeo Kurita al golf de Leyte, la força va passar a l'oest de l'illa de Mindanao a l'estret de Surigao, on es va trobar amb una gran força de cuirassats i creuers a l'aguait. La batalla de l'estret de Surigao es va convertir en l'acció més al sud de la batalla del golf de Leyte.
A les 09:08 del 24 d'octubre, el Fusō, el Yamashiro i el creuer pesant Mogami van veure un grup de 27 avions, inclosos els torpediners Grumman TBF Avenger i els bombarders en picat Curtiss SB2C Helldiver escortats pels caces Grumman F6F Hellcat del portaavions Enterprise. Una bomba d'un d'ells va destruir la catapulta i els dos hidroavions. Una altra bomba va colpejar el vaixell prop de la torreta número 2 i va penetrar a les cobertes, matant a tothom a la bateria secundària número 1; el vaixell va començar a inclinar-se 2 graus a estribord. L'endemà d'hora al matí, el Fusō va obrir foc cap a la 01:05 després que es va detectar una forma a la proa de babord; va resultar ser el Mogami; el foc del Fusō va matar tres mariners a l'infermeria d'aquell vaixell.
Un o dos torpedes, possiblement disparats pel destructor Melvin, van colpejar el Fusō al mig del vaixell a estribord a les 03:09 del dia 25; va apuntar a estribord, va reduir la velocitat i va caure fora de formació. Alguns testimonis oculars japonesos i nord-americans van afirmar més tard que el Fusō es va trencar per la meitat, i que les dues meitats van romandre flotant i cremant durant una hora, però van esmentar específicament només la mida del foc a l'aigua, i no cap detall del vaixell. L'historiador John Toland va acordar el 1970 que el Fusō s'havia trencat en dos, però segons l'historiador Anthony Tully el 2009:
| « | [Els relats dels supervivents] i l' informe de l'USS Hutchins descriuen un enfonsament i un esdeveniment en desacord amb el registre convencional, un que sembla molt allunyat de l'espectacle de l'enorme explosió de la revista invariablement suposada i la flor de llum a les 03:38 que suposadament va fer volar el cuirassat en la meitat! ... Fuso va ser torpedinat i, com a conseqüència d'una inundació progressiva, es va capgirar i es va bolcar en quaranta minuts. | » |

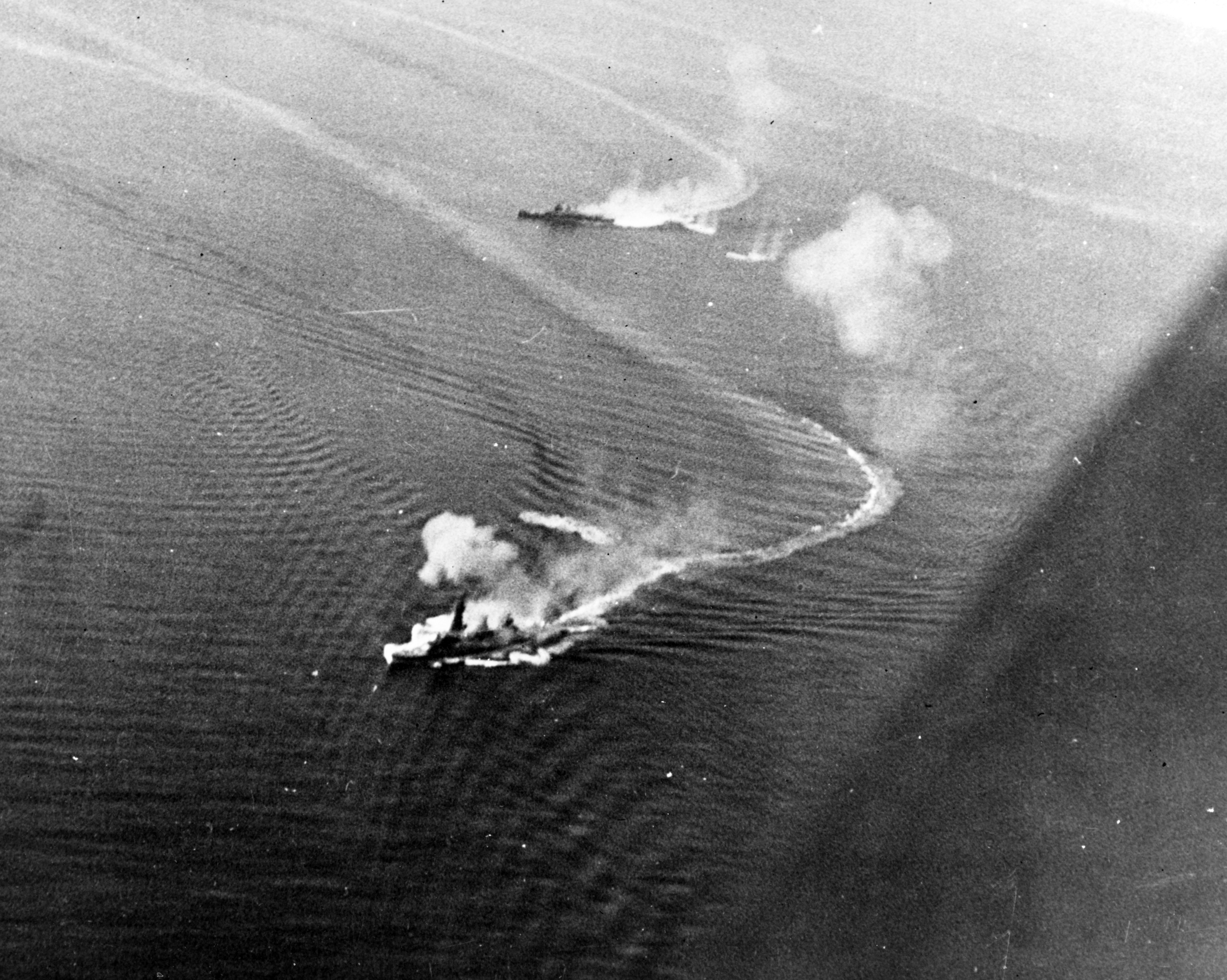
El Fusō i Mogami sota atac aeri durant la batalla de l'estret de Surigao

El Fusō es va enfonsar entre les 03:38 i les 03:50, alliberant una gran quantitat de petroli que es va encendre a la superfície mentre baixava; només unes desenes d'homes van sobreviure al ràpid enfonsament i al posterior incendi del petroli. Hi ha proves que alguns d'ells van ser rescatats pel destructor Asagumo, el qual va ser enfonsat poc temps després; també és possible que alguns que van escapar de l'enfonsament arribessin a Leyte només per ser assassinats per filipins, com se sap que va passar als supervivents d'altres vaixells de guerra japonesos enfonsats a la batalla de l'estret de Surigao. Se sap que deu membres de la tripulació havien sobreviscut, tots els quals van tornar al Japó. El nombre total de baixes s'estima en 1.620 mariners.
El Fusō va ser eliminat de la llista de la marina el 31 d'agost de 1945.

#### Les restes
El RV  Petrel va descobrir el naufragi del Fusō el 25 de novembre de 2017. El vaixell es troba cap per avall a 185 m (607 peus) d'aigua i es troba d'una sola peça al fons marí, amb el casc trencat al mig del vaixell per l'impacte amb el fons. El pal de la pagoda es va trencar durant l'enfonsament i es troba a una certa distància del naufragi.